# ۱۲۶۸ (میلادی)
۱۲۶۸ (میلادی) هزار و دویست و شصت و هشتمین سال تقویم میلادی است.

## درگذشتگان
‎